# Eremophila deserti
Eremophila deserti är en flenörtsväxtart som först beskrevs av Cunn. och George Bentham, och fick sitt nu gällande namn av R.J. Chinnock. Eremophila deserti ingår i släktet Eremophila och familjen flenörtsväxter. Inga underarter finns listade i Catalogue of Life.